# Angelo Panebianco
Angelo Panebianco (Bologna, 11 giugno 1948) è un politologo e saggista italiano di impostazione teoretica liberale, influenzata dall'elitismo e dal realismo politico.

## Biografia
Dopo aver conseguito la laurea in Scienze politiche presso l'Università di Bologna nel 1971, l'anno seguente ha ottenuto un Degree in International Affairs dalla Johns Hopkins University presso il suo Bologna Center.
Ha svolto attività di ricerca presso la Harvard University, l'Università della California - Berkeley, la London School of Economics and Political Science.
Nel 1977 ha contribuito al libro I nuovi Radicali (Mondadori 1977). Alla divulgazione del problema della libertà in rapporto a quello del potere ha dedicato, tra l'altro, Il Prezzo della libertà (Il Mulino, 1995). Alcuni dei suoi interventi in qualità di editorialista del Corriere della Sera sono raccolti in L'Italia che non c'è. Riflessioni e polemiche (Rizzoli, 1994).
Dal 1985 al 1990 ha fatto parte del comitato di redazione della rivista di cultura e politica Il Mulino, pubblicata a Bologna. Dal 1991 al 1996 ha fatto parte del comitato di direzione.
Dal 1989 è docente alla facoltà di Scienze politiche dell'Università di Bologna.
Negli anni novanta è stato tra i fondatori della facoltà di Scienze Politiche "Roberto Ruffilli" dell'Università di Bologna, sede di Forlì, e direttore dell'omonima biblioteca. Dal 1991 al 1995 è stato presidente dell'indirizzo politico-internazionale del corso di laurea omonimo, incardinato nella medesima facoltà, insegnando Scienza politica e Politica internazionale.
Coinvolto nel processo di riforma dell'università italiana (riforma Berlinguer e riforma Moratti), il 6 marzo 2001 ha pubblicato, insieme a Luciano Canfora, un appello dal titolo "Riformiamo la riforma". L'appello critica la «gabbia d'acciaio, una cappa rigidissima che mortifica almeno quanto il precedente assetto l'autonomia universitaria, non tiene conto delle obiettive diversità (disciplinari, metodologiche, ecc.) fra i diversi corsi di studio universitari e, tutto appiattendo, rischia di accelerare, non di frenare, il processo in atto di deterioramento del sistema universitario». Suggerisce, al tempo stesso, tre interventi volti a «sanare i guasti maggiori».
È professore emerito dell'Alma mater studiorum Università di Bologna, dove negli ultimi anni ha insegnato Sistemi internazionali comparati presso la Facoltà di Scienze politiche. Ha insegnato Teoria politica e Geopolitica presso la Facoltà di Filosofia dell'Università Vita-Salute San Raffaele di Milano. Attualmente tiene il corso magistrale di Teoria delle relazioni internazionali all'Università IULM di Milano.

## Opere principali
Ha curato L'analisi della politica (il Mulino, 1989) ed è coautore del Manuale di Scienza politica (il Mulino, 1986), oltre che autore di Le crisi della modernizzazione. L'esperienza del Brasile e dell'Argentina (Guida, 1973). Nel 1982 ha scritto Modelli di partito (Il Mulino), poi tradotto in sei lingue. Ha scritto la voce Guerra per il volume IV della Enciclopedia delle scienze sociali (Roma, Istituto dell'Enciclopedia Italiana, 1994) e Scienza della politica per il volume VI della Enciclopedia delle scienze sociali (Roma, Istituto dell'Enciclopedia Italiana, 1996). Ha inoltre scritto la voce Democrazia per il volume X della Enciclopedia del Novecento (Roma, Istituto dell'Enciclopedia Italiana, 1998), la voce Scienza della politica per la Enciclopedia delle scienze sociali (Roma, Istituto dell'Enciclopedia Italiana, 2000), la voce Politica per il Supplemento III della Enciclopedia del Novecento (Roma, Istituto dell'Enciclopedia Italiana, 2004).
Agli studi internazionali ha dedicato numerosi saggi, tra cui La dimensione internazionale dei processi politici, in Gianfranco Pasquino (a cura di), Manuale di Scienza politica (il Mulino, 1986) e Hans Morgenthau: teoria politica e filosofia pratica, in D. Campus e G. Pasquino (a cura di), Maestri della scienza politica (il Mulino, 2004), nonché i volumi Guerrieri democratici. Le democrazie e la politica di potenza (il Mulino, 1997) e Le relazioni internazionali (Jaca Book, 1992). Quest'ultimo saggio ha discusso, tra l'altro, per la prima volta in Italia, alcune questioni centrali del pensiero di Martin Wight.
Di Giuseppe Maranini ha prefato la Storia del potere in Italia: 1848-1967 (Corbaccio, 1995). Ha presentato al pubblico italiano, tra l'altro, La politica, la guerra, la storia di Raymond Aron (il Mulino, 1992), L'oppio degli intellettuali di Raymond Aron (Ideazione, 1998), Il ventesimo secolo di Raymond Aron (il Mulino, 2006), La società anarchica di Hedley Bull (Vita e Pensiero, 2005) e il Gioco delle potenze di Barry Buzan (Università Bocconi, 2006).
Ha introdotto i discorsi pronunciati da Gaetano Mosca alla Camera ed al Senato del Regno, tra il 1909 e il 1926, ora raccolti in Gaetano Mosca. Discorsi parlamentari (il Mulino, 2004). Sulla teoria delle élite ha tenuto il 15 maggio 2007 una lezione presso la Scuola Superiore di Studi Storici di San Marino diretta da Luciano Canfora. Con Canfora ha tenuto, il 12 novembre 2006, la prolusione "Ragioni della politica, ragioni dell'economia" al corso su Linguaggio delle scienze e antichità classica, ideato dal Dipartimento di Filologia Classica e Medioevale dell'Università di Bologna.
In memoria di Nicola Matteucci ha scritto Liberalismo e scienza politica, un saggio incluso in Il liberalismo di Nicola Matteucci (il Mulino, 2007).
Nel 2004 ha pubblicato Il potere, lo stato, la libertà. La gracile costituzione della società libera (il Mulino, 2004). Il libro si occupa del rapporto fra potere politico e libertà individuale e si pone i seguenti interrogativi: Quali fattori rendono la "società libera", nelle sue rare incarnazioni storiche, così poco libera? Come mai il pensiero liberale ha prodotto descrizioni tanto insoddisfacenti della politica? Perché il liberalismo ha sempre incontrato grandi difficoltà nel pensare la politica in modo realistico? Fra questi interrogativi esiste, secondo l'autore, uno stretto legame. Se, infatti, gli ostacoli a una più compiuta realizzazione della società libera sono di natura politica, l'incapacità del liberalismo di pensare la politica è parte integrante del problema.
L'automa e lo spirito. Azioni individuali, istituzioni, imprese collettive (il Mulino, 2009), si occupa invece di tre nodi teorici problematici, cercando di mostrarne le connessioni. Il primo è rappresentato dal più classico dei problemi delle scienze sociali: il rapporto fra determinismo e libertà, fra i condizionamenti, sociali o istituzionali, che incombono sugli individui e la loro possibilità di fare scelte autonome. Il secondo nodo è rappresentato dalle plurime modalità di aggregazione di azioni individuali in macrofenomeni. Il terzo dell'insufficiente attenzione alla varietà e alla diversità dei percorsi micro-macro, responsabili del mancato superamento della tendenza all'antropomorfizzazione dei gruppi organizzati. Temi ripresi, ampliati e approfonditi nel più recente Persone e mondi (il Mulino, 2018), affrontato da vari studiosi in Epistemologia, metodologia e politica internazionale: una discussione su persone e mondi di Angelo Panebianco, Quaderni di scienza politica, XXVI, 1, 2019.

## Editoriali sul Corriere della Sera e dibattito pubblico
Da trent'anni è editorialista del Corriere della Sera sui temi della politica internazionale e interna, la cultura politica e scientifica, la società, i sistemi elettorali, l'università e gli studi. Un suo editoriale dal titolo "Il compromesso necessario" apparso sul Corriere della Sera del 13 agosto 2006, durante la guerra in Iraq, ha suscitato scalpore e diffuso dibattito. In esso si sostiene, tra l'altro, "che si deve accettare per forza un compromesso, riconoscere che, quando è in gioco la sopravvivenza della comunità (a cominciare dalla vita dei suoi membri), deve essere ammessa l'esistenza di una «zona grigia», a cavallo tra legalità e illegalità, dove gli operatori della sicurezza possano agire per sventare le minacce più gravi" - arrivando così a giustificare l'uso della tortura. Tale posizione, che rimanda alla teoria dello stato d'eccezione, ha dato vita a numerose repliche e critiche. Successivamente, lo stesso tema è stato discusso sulla rivista londinese The Economist (22 settembre 2007 e seguenti).
Sul caso di Eluana Englaro, un suo commento apparso sul Corriere della Sera del 9 febbraio 2009 ha dato voce ad una posizione marginalizzata nel dibattito politico italiano criticando "la militarizzazione delle coscienze" e rivendicando "i dubbi che le persone di buon senso, quali che siano le loro convinzioni morali, devono per forza nutrire di fronte a una vicenda come quella di Eluana".
Nel giugno 2011 il tema d'italiano dell'esame di stato ha incluso un suo passo sul concetto di destra e sinistra in politica in cui s'afferma che la "divisione fra una destra liberale e tradizionalista e una sinistra socialista e libertaria la si ritrova ovunque nel mondo occidentale. Variamente declinata a seconda delle specificità storiche di ciascun Paese".
Il 17 luglio 2011 l'International Herald Tribune ha ripreso in terza pagina ("Berlusconi feels more heat in Italian austerity plan", 17 luglio) un passo tratto da un suo commento sul tema dei costi della politica ("Ora la dieta per la grassa politica", Corriere della Sera, 14 luglio 2011, p. 1).
In un editoriale del Corriere della Sera del 14 febbraio 2016 Panebianco spingeva all'intervento militare italiano nella seconda guerra civile in Libia "a sostegno dei libici impegnati contro lo Stato islamico". A seguito di ciò ha subito diverse contestazioni da parte di individui presentatesi alle lezioni tenute all'università di Bologna. Nei giorni successivi si dichiarava convinto che l'omicidio di Giulio Regeni fosse da attribuire ai Fratelli Musulmani "ferocemente repressi da Al Sisi" o, in alternativa, alle "lotte fra i vari corpi di polizia", anziché al regime egiziano di al-Sisi.
Parte dei suoi editoriali e scritti di commento compaiono in L'Italia che non c'è. Riflessioni e polemiche (Rizzoli, 1995) e Il prezzo della libertà (Il Mulino, 1995).

## Saggi in onore di Angelo Panebianco
Nel 2019 la casa editrice Il Mulino ha pubblicato Lo studio della politica, l'individuo e la libertà. Saggi in onore di Angelo Panebianco, a cura di Sofia Ventura e Rosa Mulè, che raccoglie interventi di allievi, allieve e colleghi, a omaggio dell'attività scientifica e di ricerca pluridecennale.